# Krävstorkar
Krävstorkar (Leptoptilos) är ett släkte med fåglar i familjen storkar inom ordningen storkfåglar. Släktet består av mycket stora storkar som förekommer i tropikerna, med två arter i södra Asien och en i Afrika söder om Sahara:
- Mindre adjutantstork (L. javanicus)
- Maraboustork (L. crumeniferus)
- Större adjutantstork (L. dubius)